# 東漸寺 (鎌倉市)

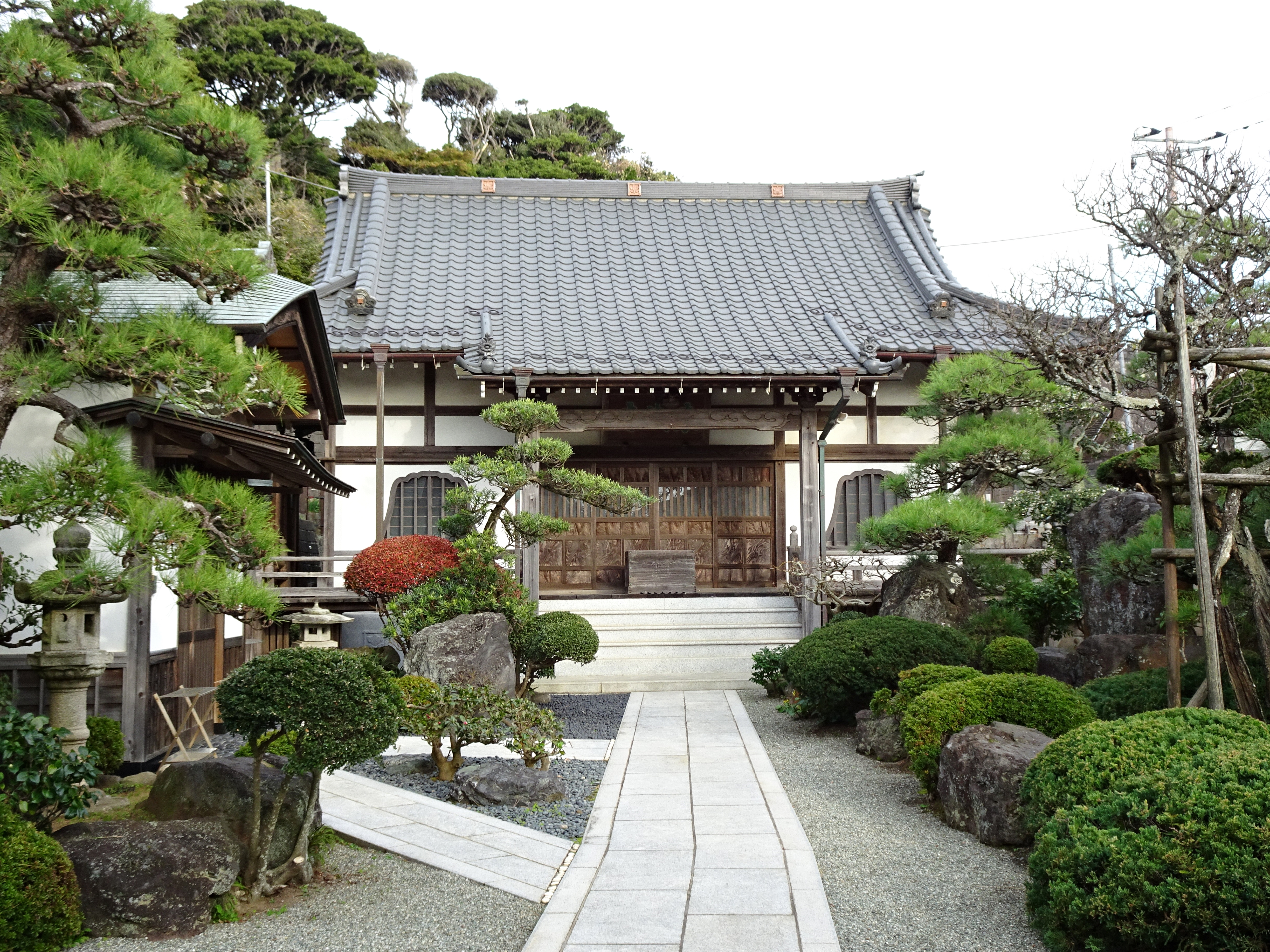
東漸寺本堂

東漸寺（とうぜんじ）は、神奈川県鎌倉市腰越にある日蓮宗の寺院。旧本山は大本山法華経寺。小西法縁。龍口寺輪番八ヶ寺の一つ。

## 歴史
1325年（正中2年）、後に龍口寺となる地の護持のため法華経寺から派遣された日東を開山に建立された。その後44世住職日英が、本堂、庫裡を再建復興し、現在の伽藍が整備された。

## 伽藍
- 本堂
- 庫裏
- 薬医門
- 石造五重塔

## 参考資料
- 日蓮宗寺院大鑑編集委員会『宗祖第七百遠忌記念出版 日蓮宗寺院大鑑』大本山池上本門寺 (1981年)
- 『鎌倉の寺小事典』かまくら春秋社
- 「深澤庄 東漸寺」『大日本地誌大系』 第40巻新編相模国風土記稿5巻之105村里部鎌倉郡巻之37、雄山閣、1932年8月。NDLJP:1179240/94。